# 足柄下郡
足柄下郡（日语：／ Ashigarashimo gun */?）是神奈川縣的一郡。人口49,456人、面積140.83km²。（2007年9月1日、人口為推計人口）

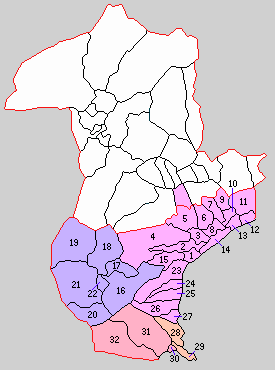
1.小田原町 2.蘆子村 3.二川村 4.久野村 5.富水村 6.豐川村 7.上府中村 8.下府中村 9.下曾我村 10.田島村 11.下中村 12.前羽村 13.國府津村 14.酒匂村 15.大窪村 16.湯本村 17.溫泉村 18.宮城野村 19.仙石原村 20.箱根站 21.元箱根村 22.蘆之湯村 23.早川村 24.石橋村 25.米神村 26.根府川村 27.江之浦村 28.岩村 29.真鶴村 30.福浦村 31.吉濱村 32.土肥村（桃紅：小田原市 紫：箱根町 紅：湯河原町 橙：真鶴町）

現在轄有以下3町。
1. 箱根町
2. 湯河原町
3. 真鶴町